# 关雎 (古琴曲)
關雎，古琴曲，以《詩經·國風·周南》第一篇的〈關雎〉為題材。共被收錄在約五十本琴譜中，現存最早者為《浙音釋字琴譜》。今有琴家吳文光依《松絃館琴譜》打譜並演奏的版本。

## 解題
《杏莊太音補遺》：「杏莊老人曰：『〈關雎〉之詩，言后妃之德，宜配君子。得之，而琴瑟鐘鼓，言樂固不害于其正；未得，而寤寐反側，立哀亦不于其和。詩人得性情之正，如此夫。」。

## 曲譜版本
收錄於《浙音釋字琴譜》、《謝琳太古遺音》、《黃士達太古遺音》、《風宣玄品》、《西麓堂琴統》、《琴書大全》、《琴苑心傳全編》、《澄鑒堂琴譜》、《誠一堂琴譜》、《五知齋琴譜》、《琴譜諧聲》、《蕉庵琴譜》、《天聞閣琴譜》、《枯木禪琴譜》等約五十本明清琴譜中

## 演奏版本
- 《松絃館琴譜》，吳文光打譜並演奏。[3]